# Palazzo Jacometti Ciofi
Palazzo Jacometti Ciofi, o Baldinucci o Troubetzkoy, si trova a Firenze in via Ghibellina 87. Attualmente l'edificio, noto per ospitare nei suoi spazi terreni il ristorante Enoteca Pinchiorri, è sede di un hotel di lusso: il Baglioni Palazzo Firenze.  

## Storia e descrizione
L'edificio occupa l'area dove in antico esistevano numerose case di proprietà dei Da Verrazzano, poi acquistate dalle famiglie Libri, Pazzi e dalle monache di Santa Elisabetta del Capitolo. 
Il palazzo attuale risulta definito nel secondo decennio del Settecento su progetto di Giovannozzo Giovannozzi e commissione del marchese Giovanni Maria Baldinucci, tesoriere del papa, che acquisì i precedenti immobili unificandoli e trasformandoli in palazzo e fece appositamente trasportare da Roma le due colonne di granito orientale che reggono il balcone, collocate nel gennaio 1720, ripetutamente segnalate dalla letteratura quali elementi qualificanti il prospetto. Nella seconda metà del Settecento la residenza fu affittata dal mecenate, collezionista e scienziato dilettante George Cowper, che vi prese alloggio dal 1772, raccogliendo negli ambienti sia una notevole collezione di dipinti e sculture sia una varia strumentazione per esperimenti di fisica, chimica e ottica, a formare un gabinetto scientifico che, per la qualità delle apparecchiature, fu visitato anche da Alessandro Volta. Successivamente la proprietà passò agli Spinelli (1798) e quindi, in rapida successione, ai Bacci (1827), ai Pagliari (1829), agli Osterfeld (1834), ai Gordon Coeswelt (che lo possedevano al tempo di Federico Fantozzi), ai Troubetzkoy e ai Jacometti Ciofi. 
Nel 1839 fu restaurato e abbellito internamente su progetto dell'architetto Francesco Leoni. Un ulteriore significativo intervento è databile al 1870-1877, commissionato dai Jacometti Ciofi. 

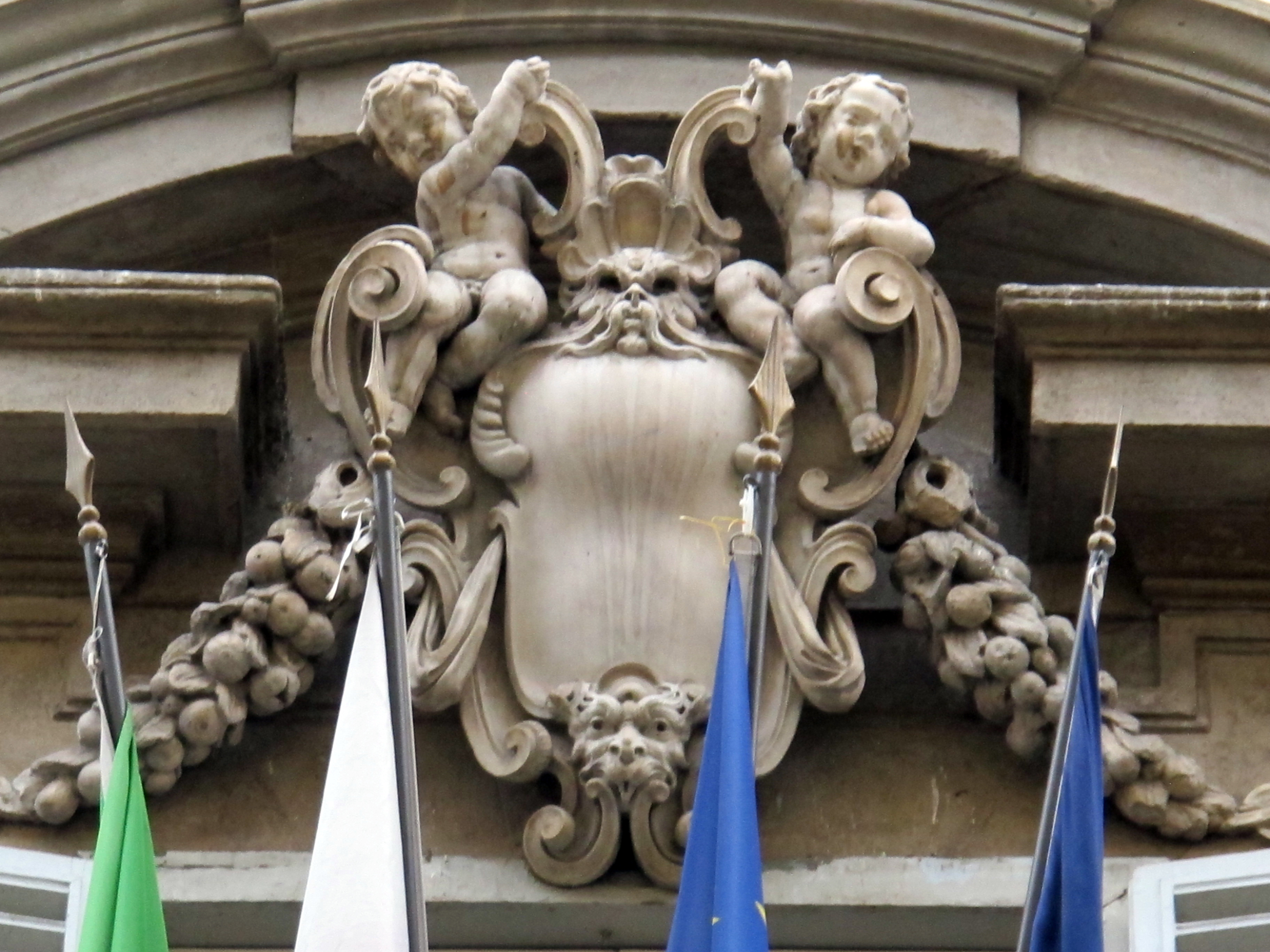
Stemma sul portale

La letteratura riferisce della presenza sul fronte ora dello scudo con l'arme dei Baldinucci (accompagnato dal motto: In Deo spes mea), ora della presenza dell'arme dei Troubetzkoy. È da supporre quindi che tali armi fossero dipinte sull'elaborato scudo posto sul finestrone che guarda al terrazzino di coronamento del portone, visto che oggi questo si presenta con il campo vuoto, per quanto arricchito da due bei puttini seduti. 
Così Federico Fantozzi, a ricordare l'alterna fortuna critica riservata all'edificio: "La sua facciata è regolare e grandiosa, ma non bella; ed il portone non ha altro merito che il valore delle due colonne di granito che lo adornano, e sostengono un terrazzino con balaustri di marmo". Per quanto riguarda lo stato attuale della fabbrica valga la puntuale descrizione redatta da Francesca Carrara: "La facciata a tre piani, delimitata da paraste lisce e conclusa da cornicione a guscio, secondo modelli romani, è scandita da ampie ed eleganti finestre modanate; al piano terra il portone ha tre finestre inginocchiate a timpano curvilineo per lato. Al piano nobile la finestra centrale si affaccia sul balcone di marmo balaustrato, incorniciato da timpano curvilineo ornato un tempo da stemma, ricordato dal Settimanni come opera di Giuseppe Broccetti; le altre finestre hanno cornice semplice con sovrastante brachettone, come le sette finestre del terzo piano. Al di là del portale ornato dallo stemma ottocentesco dei Troubetzkoy si accede nell'atrio suddiviso da doppia serliana, dove si innesta lo scalone, a doppia rampa con pianerottoli voltati a crociera, nicchie e stucchi, riferibile all'epoca del Baldinucci. Al piano nobile, imperniato sul grandioso salone da ballo, uno dei più ampi di Firenze, con soffitto a botte sostenuto da un'ardita struttura lignea, la decorazione originaria è stata interamente sostituita nel corso dell'Ottocento; rimane unicamente la volta di una sala affrescata con la Vergine con angeli e figure". 

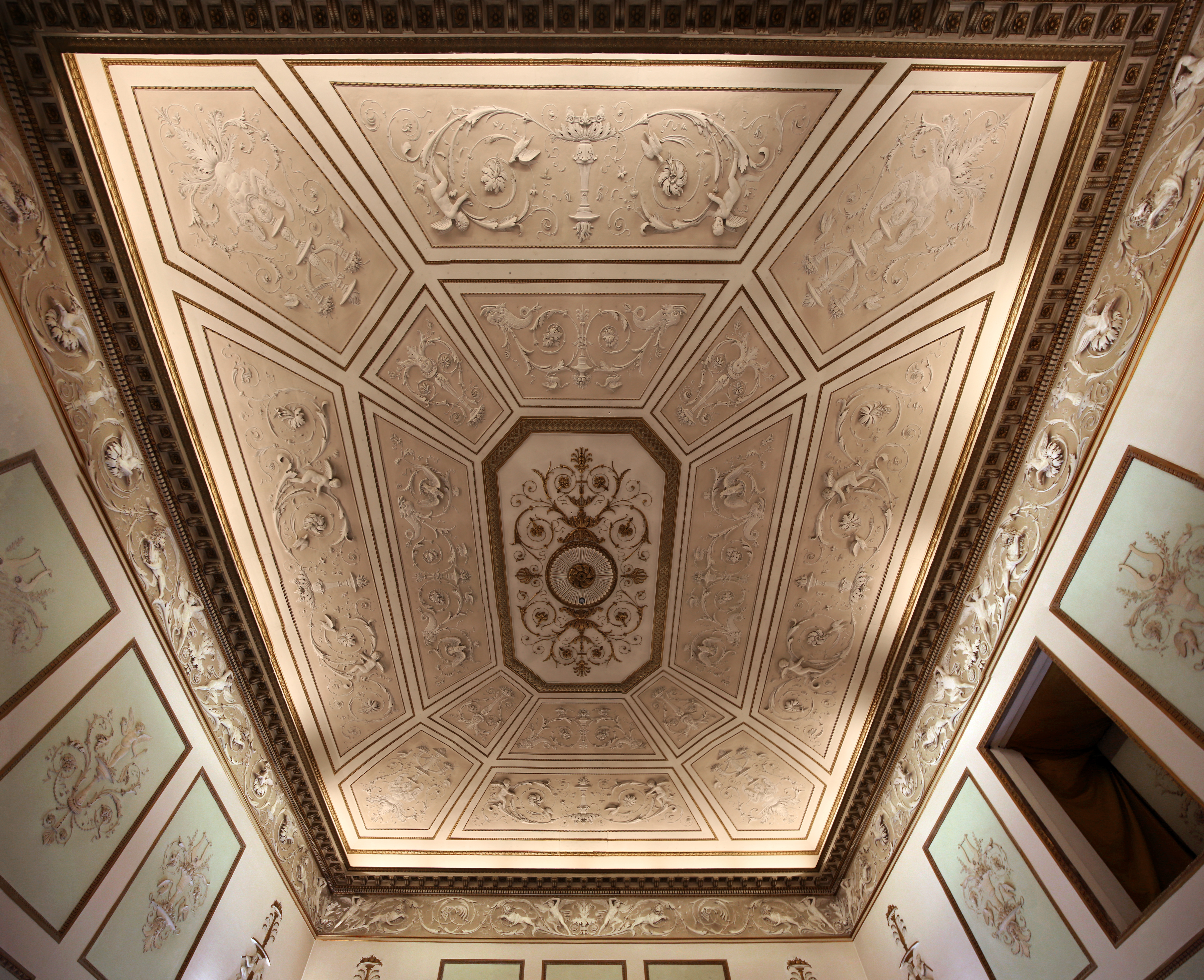
Soffitto del salone della Musica

Per quanto riguarda le più recenti vicende conservative si ricordano i danni seguiti all'alluvione del 4 novembre 1966 e i successivi restauri, un incendio occorso nel 1973 anche questo seguito da un cantiere di ripristino che peraltro interessò il prospetto principale. Al 1991 si data il restauro dei prospetti prospicienti la corte interna, a al 1996 quello dei prospetti secondari su via del Fico e via Giovanni da Verrazzano (su quest'ultima strada il complesso presenta una più tarda addizione). A partire dal 2002 il complesso fu interessato da un ancor più impegnativo cantiere di restauro finalizzato ad accogliere nel palazzo attività ricettive. 
All'interno alcune sale monumentali ospitano affreschi e mobilio d'epoca, come la Sala della Musica, un salone saltuariamente utilizzato anche per attività musicali e teatrali.
Al n. 85 un edificio a quattro piani, originariamente a due assi (ma al primo piano è ora un'unica grande finestra), è una dipendenza del palazzo.

## Bibliografia

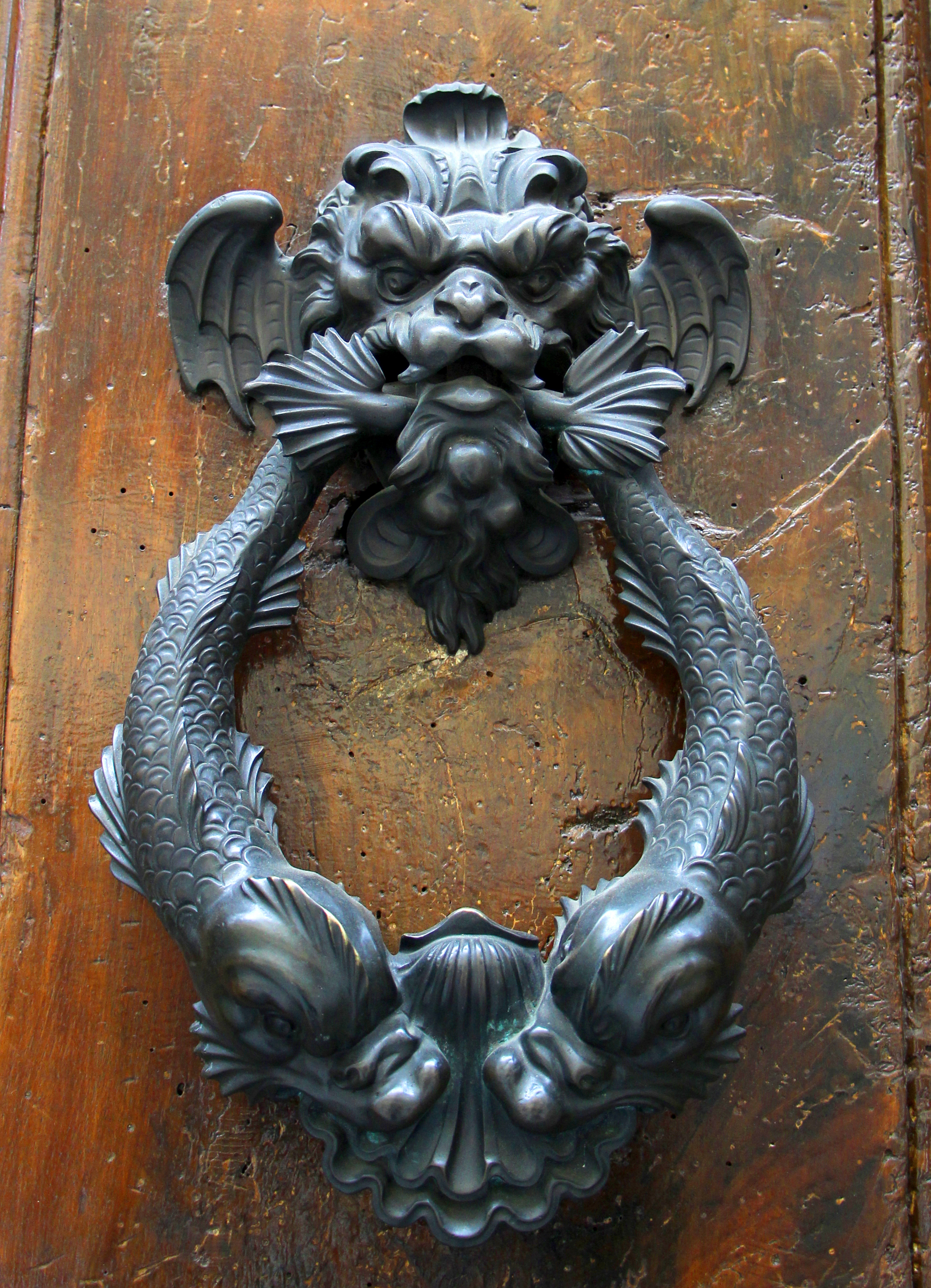
Maniglia del portone principale